# Aznalcóllar
Aznalcóllar is een gemeente in de Spaanse provincie Sevilla in de regio Andalusië met een oppervlakte van 199 km². In 2007 telde Aznalcóllar 6168 inwoners. De gemeente is bekend om zijn mijn. In 1998 brak de reservoirdijk bij deze mijn door, wat een grote milieuramp veroorzaakte die het natuurgebied Coto Doñana aantastte.

## Demografische ontwikkeling
Bron: INE, 1857-2011: volkstellingen